# Lac Castelnau
Pour les articles homonymes, voir Castelnau.
Le lac Castelnau est un plan d'eau douce du bassin versant de la rivière à la Chasse, dans le territoire de la ville de Baie-Comeau, dans la municipalité régionale de comté de Manicouagan sur la Côte-Nord, dans la province de Québec, au Canada.
Les environs du lac Castelnau sont desservis par quelques routes forestières. La partie ouest du versant du lac Castelnau est desservie indirectement par la route Trans-Québec-Labrador (route 389); la partie Est est desservie indirectement par le boulevard Comeau route 138.
La sylviculture constitue la principale activité économique autour du lac.
La surface du lac Castelnau est habituellement gelée du début de décembre à la fin mars; toutefois la circulation sécuritaire sur la glace se fait généralement de la mi-décembre à la mi-mars.[réf. nécessaire]

## Géographie
Le lac Castelnau est situé dans la partie au nord du territoire de la ville de Baie-Comeau. Ce lac s'avère le principal plan d'eau du versant de la rivière à la Chasse. Le lac Castelnau comporte une longueur de 4,5 km, une largeur maximale de 2,4 km et une altitude de 128 m.
À partir de l'embouchure du lac Castelnau, le courant descend sur 9,9 km généralement vers le nord-est, puis le sud, en suivant le cours de la rivière à la Chasse, notamment en traversant un secteur urbain de la partie Est de Baie-Comeau en fin de segment, pour se déverser sur la rive nord de l'estuaire de la Manicouagan.

## Toponyme
L'hydronyme « lac Castelnau » évoque la mémoire de Louise Grigon, baronne de Castelnau. Cette dame a œuvré comme associée à l'exploitation des îles et îlets de Mingan. Les autres associés de ce grand projet étaient en 1781 les héritiers de Louis Jolliet et de Jacques de Lalande de Gayon.
Le toponyme « lac Castelnau » a été officialisé le 5 décembre 1968 à la Banque des noms de lieux de la Commission de toponymie du Québec.